# Diaea tadtadtinika
Diaea tadtadtinika là một loài nhện trong họ Thomisidae.
Loài này thuộc chi Diaea. Diaea tadtadtinika được Alberto Barrion & James A. Litsinger miêu tả năm 1995.